# Rujno
Rujno (bulgariska: Руйно) är ett distrikt i Bulgarien.   Det ligger i kommunen Obsjtina Dulovo och regionen Silistra, i den nordöstra delen av landet, 300 km öster om huvudstaden Sofia.
Omgivningarna runt Rujno är en mosaik av jordbruksmark och naturlig växtlighet. Runt Rujno är det ganska glesbefolkat, med 45 invånare per kvadratkilometer.